# 222
222 (CCXXII na numeração romana) foi um ano comum do século III do Calendário Juliano, da Era de Cristo, teve início a uma terça-feira  e terminou também a uma terça-feira, a sua letra dominical foi F (52 semanas).
| Ano completo                       |
| ---------------------------------- |
| Ano comum com início à terça-feira |

## Eventos
- Eleito o Papa Urbano I, 17º papa, que sucedeu ao Papa Calisto I.

## Mortes
- Papa Calisto I, 16º papa.